# Kanun Leki Dukagjiniego
Kanun Leki Dukagjiniego (alb. Kanuni i Lekë Dukagjinit) – kodeks albańskiego prawa zwyczajowego.

## Pojęcie
Nazwa pochodzi od imienia księcia Lekë Dukagjiniego (1410-1481), który panował w północnej części Albanii. W życiu codziennym stosuje się skrócone określenie Kanun, choć w praktyce na terenach Albanii występowało i występuje kilka kodeksów prawa zwyczajowego (Kanun Skanderbega, Kanun Laberii). Samo pojęcie kanun pochodzi z języka greckiego (κανών) i oznacza zasadę, prawo.

## Zasady
Zasady prawa zwyczajowego, opracowane w XV w. przetrwały na terenach północnej Albanii i Kosowa aż do wieku XX, będąc podstawowym regulatorem życia społecznego i określając zasady postępowania w stosunku do religii, własności, a także zasady karania przestępstw i troski o honor rodu. Zasady Kanunu miały absolutny priorytet wobec innych systemów prawnych, w tym prawa państwowego i wobec norm, wynikających z religii. Wśród zasad fundamentalnych określających prawa Kanunu najważniejszą rolę odgrywają: prymat honoru rodu (nderi) nad dobrem jednostki, obowiązek gościnności, a także prawo besy (przysięgi na honor, najczęściej stosowanej w przypadkach, gwarantujących nietykalność jednostce). Najbardziej znaną, ale i najbardziej kontrowersyjną zasadą zawartą w Kanunie jest prawo i obowiązek krwawej zemsty (dosł. branie krwi - alb. hakmarrja, gjakmarrja), spoczywający na krewnych płci męskiej ze zhańbionego rodu. Rolę arbitra w sprawach spornych wynikających z Kanunu odgrywał wśród plemion północnej Albanii kapedan (kapitan, wódz) plemienia Mirdytów.
Zasady Kanunu były przekazywane drogą ustną aż do początków XX w. W latach 1910–1925 zostały zebrane i opracowane przez franciszkanina ks. Shtjefëna Gjeçova, który publikował kolejne fragmenty w czasopiśmie Hylli i Dritës. Pełny przekład w języku angielskim ukazał się w 1989. Fragmenty Kanunu w tłumaczeniu na język polski dokonanym przez Rigelsa Haliliego zamieściło czasopismo Krasnogruda (nr. 15 z 2002).

## Struktura Kanunu
Kanun składa się z 12 ksiąg i blisko 1300 artykułów, określających szczegółowo sytuacje, które podlegają regulacji przez zwyczaj:
| Księga | Tytuł albański             | Tytuł w języku polskim    |
| ------ | -------------------------- | ------------------------- |
| I      | KISHA                      | Kościół                   |
| II     | FAMILJA                    | Rodzina                   |
| III    | MARTESA                    | Małżeństwo                |
| IV     | SHPI, GJA E PRONE          | Dom, inwentarz i własność |
| V      | PUNA                       | Praca                     |
| VI     | TE DHANUNAT                | Przeniesienie własności   |
| VII    | FJALA E GOJES              | Słowo wypowiedziane       |
| VIII   | NDERA                      | Honor                     |
| IX     | DAMET                      | Szkody                    |
| X      | KANUNI KUNDER MBRAPSHTIVET | Kanun wobec zbrodni       |
| XI     | KANUNI I PLEQNIS           | Zasady sądzenia           |
| XII    | SHLIRIME E PERJASHTIME     | Wyjątki i wyłączenia      |

## Kanun a prawo stanowione
Poprawki wprowadzone w 2012 do Kodeksu Karnego Republiki Albanii w trzech artykułach odnoszą się do krwawej zemsty. Za dokonanie tego czynu grozi do 20 lat pozbawienia wolności.

## Kanun w filmie
- Albańska dziewica
- Besa
- Bóg jest z nami, mężczyznami
- Eastern
- Groźny brzeg
- Kapedani
- Niezaproszeni
- Ogień w górach
- Vendetta